# Joaquín Papa
Joaquín Papa Monestier (ur. 24 października 1986) – urugwajski piłkarz, trener piłkarski, od 2024 roku prowadzi Liverpool Montevideo.